# Ambasada Erytrei w Berlinie
Ambasada Erytrei w Berlinie – misja dyplomatyczna Państwa Erytrea w Republice Federalnej Niemiec.
Ambasador Państwa Erytrea w Berlinie oprócz Republiki Federalnej Niemiec akredytowany jest również w Republice Czeskiej, Rzeczypospolitej Polskiej, przy Stolicy Apostolskiej i na Węgrzech.